# Samba de roda
La samba de roda (samba de ronde) est une forme ancestrale de danse de samba originaire du Recôncavo de Bahia et est considérée comme la matrice fondamentale de la samba rurale, en particulier de la samba bahianaise. Ses pas principaux ont été conservés sous la forme urbanisée ultérieure de la samba. Elle se caractérise par le fait qu'elle est généralement dansée en plein air, le danseur dansant seul, tandis que d'autres participants du cercle se chargent du chant — en alternant phrases solo et chœur — et jouent des instruments, tels que l'assiette avec couteau, le tambourin et la ganzá.
Les premières mentions documentées de samba de roda ou d'une danse dotée de nombreuses caractéristiques qui l'identifient aujourd'hui remontent aux années 1860,.
Plus tard, la samba de roda a commencé à rassembler les traditions culturelles transmises par les esclaves africains et leurs descendants, comme le culte des orixás et des caboclos de umbanda (pt), le jeu de la capoeira et la nourriture à base d'olives.
En raison de son importance culturelle et artistique, la samba de roda a été reconnue patrimoine culturel immatériel brésilien par l'Institut national du patrimoine artistique et historique en 2004 et comme chefs-d'œuvre du patrimoine oral et immatériel de l'humanité par l'UNESCO en 2005.

## Histoire
La samba de roda apparaît vers 1860, comme une influence africaine notable[pas clair]. Considérée comme l'une des bases de la formation de la samba de Rio, la samba de roda présente des similitudes avec le coco, la danse en rond la plus ancienne apparue dans la capitainerie de Pernambouc avec des influences des batuques africains et des ballets indigènes,.

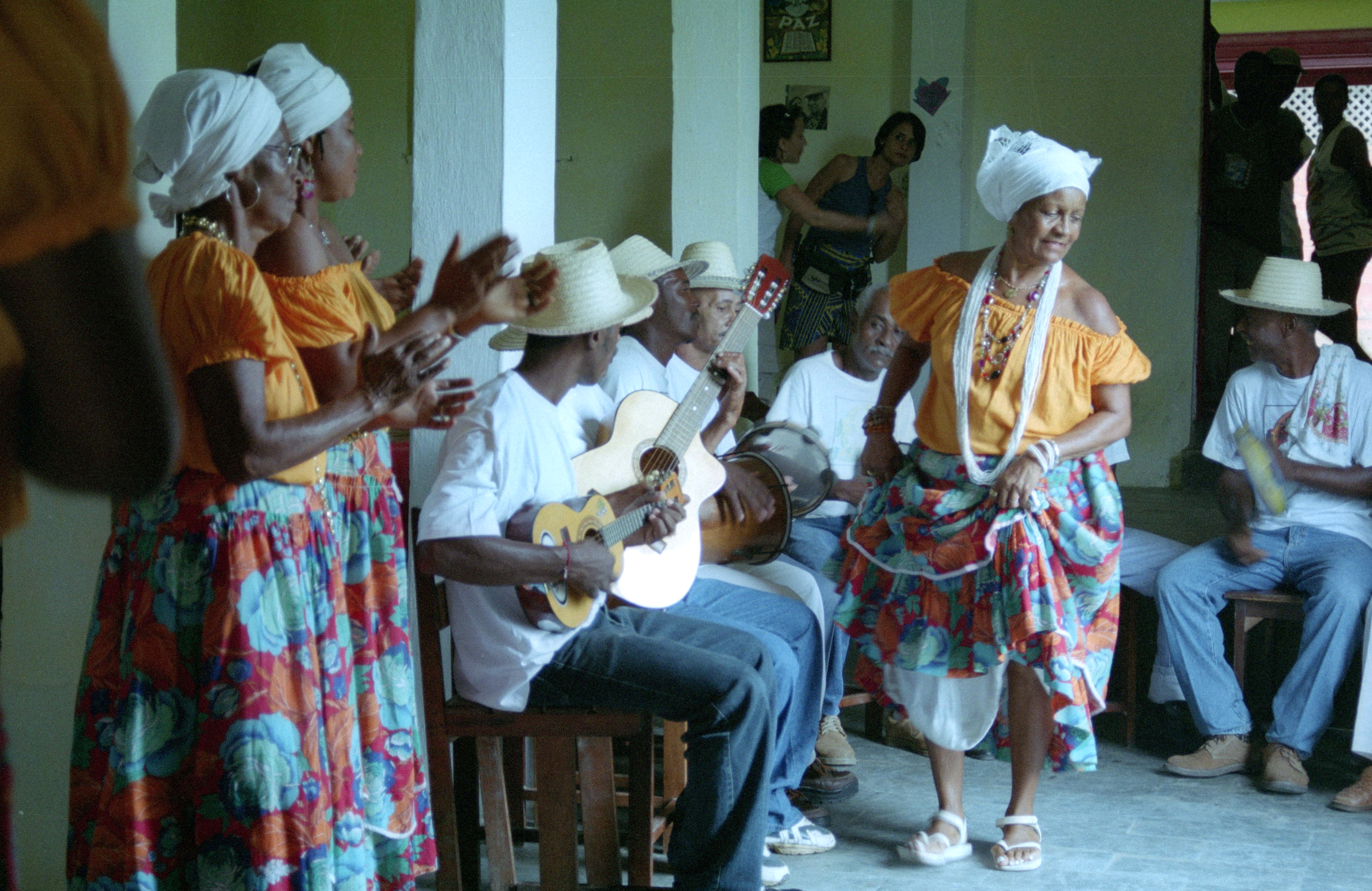
Une danseuse danse seule devant des musiciens et des spectateurs qui applaudissent.

La samba de roda est liée au culte des orixás et des caboclos de umbanda (pt), de la capoeira et de l'huile d'olive. La culture portugaise est également présente dans la manifestation culturelle à travers le violão, le tambourin, ainsi que la langue et la poésie utilisée dans les chansons,.
Elle est proposée comme patrimoine immatériel du Brésil par l'Institut national du patrimoine artistique et historique (IPHAN). Le rythme et la danse sont proposées le 17 août 2004 au Livro de Registro, le registre qui enregistre le patrimoine immatériel protégé par l'IPHAN, et acceptées le 5 octobre 2004. Après des recherches approfondies sur son histoire, la samba de roda est finalement enregistrée parmi les chefs-d'œuvre du patrimoine oral et immatériel de l'humanité de l'UNESCO le 25 novembre 2005, un statut qui apporte de nombreux bénéfices à la culture populaire et, surtout, à la culture de Recôncavo Baiano, berceau de la samba de roda,,. « La Samba de Roda du Recôncavo de Bahia » est inscrite depuis 2008 sur la liste représentative du patrimoine culturel immatériel de l'humanité pour le Brésil. Avec « Les expressions orales et graphiques des Wajapi », elle s'inscrit comme premier élément du patrimoine culturel immatériel de l'humanité au Brésil.

## Description
Une caractéristique majeure de la samba de roda est la disposition des participants, qui forment un cercle.
La manifestation est divisée en deux groupes caractéristiques : la samba-chulado et la samba-corrido. Dans la première, les participants ne dansent pas la samba pendant que les chanteurs chantent du chula – une forme de poésie ; la danse ne commence qu'après la récitation, lorsqu'une personne s'avance au milieu du cercle au son des instruments et des applaudissements. Dans la samba corrido, tout le monde danse la samba tandis que deux solistes et le chœur chantent à tour de rôle.

### Samba-chulado
Les chants en portugais sont en format question-réponse. Le couplet principal, chula, est généralement chanté par un ou deux chanteurs expérimentés. La réponse, resposta ou relativo, est déclamée par un ou deux autres chanteurs expérimentés ou par toutes les autres personnes présentes, avec ou sans les femmes. Les strophes, improvisées ou d'un répertoire connu, sont courtes et comprennent généralement un a huit vers.
La danse est presque uniquement exécutée au centre du cercle formé par les participants. Un ou quelques personnent seulement ont le droit de danser à la fois, afin de ne pas détruire la structure du cercle. Un danseur danse un moment, puis choisit son remplaçant parmi les membres du cercle en le réintégrant. Le danseur indique son remplaçant en exécutant la figure umbigada, ou « choc des nombrils », une figure d'origine bantoue. Les membres du cercle ne dansent pratiquement pas, mis à part un léger mouvement rythmique du corps.
La plus emblématique des nombreuses figures est le miudinho. Cette figure, exécutée à partir de la hanche, est un subtil va-et-vient des pieds collés au sol et des hanches. La danse est le plus souvent exécutée par des femmes, mais pas exclusivement. L'inverse est vrai pour la musique, à l'exception de celle jouée avec une assiette et un couteau, qui deviendra la samba-raiado (samba rayée).

## Styles dérivés
Avec la modernisation et l’urbanisation de la samba de roda, plusieurs artistes se sont fait connaître. En 1916 apparaît la première samba enregistrée sur disque, Pelo telephone, composée par Donga et Mauro de Almeida et chantée par Baiano. Au fil du temps, d'autres chanteurs et auteurs de samba sont apparus : Ataulfo Alves, Pixinguinha, Noel Rosa, Cartola, Nelson Cavaquinho, entre autres.
Parmi les rythmes dérivés de la samba, le plus controversé est celui de la bossa nova, dans les années 1950. Lancée par des artistes comme Antônio Carlos Jobim et João Gilberto (ce dernier, originaire de Juazeiro, est l'inventeur du rythme joué au violão), la bossa nova est accusée par l'historien de la musique brésilienne, José Ramos Tinhorão (pt), d'avoir pris ses distances de l'évolution naturelle de la samba de roda et de s'être limité à profiter d'une partie de son rythme pour le combiner avec l'influence du jazz et des standards (la musique populaire cinématographique d'Hollywood, dont la plus grande idole était Frank Sinatra). Les défenseurs de la bossa nova, bien qu'ils reconnaissent que le rythme n'a pas grand-chose à voir avec la réalité des favelas de Rio (d'ailleurs éloignées des principaux quartiers de la zone sud par les gouvernements des États dans les années 1950 et 1960), affirment néanmoins qu'il a indéniablement contribué à l'enrichissement de la musique brésilienne et à la reconnaissance de la samba à l'étranger.

## Contemporanéité
La manifestation culturelle, dans sa forme contemporaine, est présente dans les œuvres de compositeurs bahianais tels que Dorival Caymmi, João Gilberto et Caetano Veloso. Dans les années 1980, la samba de roda est représentée par des noms comme Zeca Pagodinho et Dudu Nobre (pt). À partir de la fin des années 1990, la pagode a également commencé à décliner. Comme l'a montré l'histoire de la samba de roda, chaque fois qu'un genre commence à perdre en popularité, de nouvelles façons de le produire apparaissent et maintiennent la samba de roda comme forme principale d'harmonie musicale, quitte à être toujours modifiée par de nouvelles influences.

## Exemples
Des enregistrements de samba de roda sont disponibles avec les voix de Dona Edith do Prato (pt), née à Santo Amaro, nourrice des frères Velloso[Qui ?] et amie de Dona Canô (pt). Dona Edith jouait de la musique en frappant un couteau sur une assiette, d'où son surnom, et sa musique est toujours respectée. L'album Vozes da Purificação contient des sambas de roda, pour la plupart dans le domaine public, chantées par Dona Edith et la chorale Vozes da Purificação.

## Patrimoine culturel immatériel

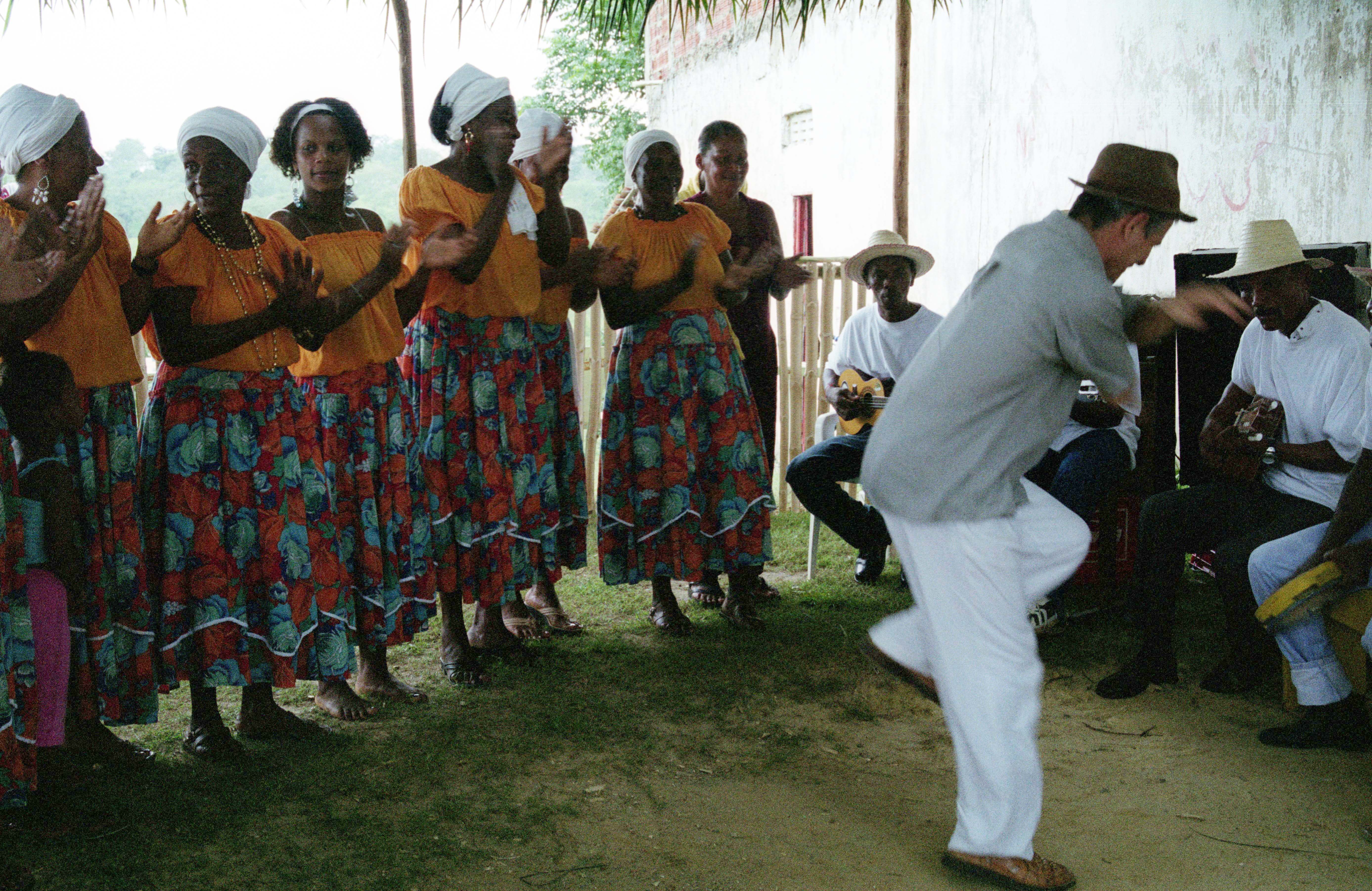
Samba de roda do Recôncavo, en 2004.

La samba de roda désigne un mélange de musique, de danse, poésie et de fête. Présente dans tout l'état de Bahia, elle est pratiquée principalement dans la région du Recôncavo. Mais le rythme s'est répandu dans plusieurs régions du pays, notamment au Pernambouc et à Rio de Janeiro. Celle-ci, déjà en tant que District Fédéral, est devenue la capitale mondiale de la samba de roda brésilienne, car c'est dans cette ville que la samba a évolué, a acquis sa diversité artistique et s'est imposée, dans la zone urbaine, comme un mouvement d'une valeur sociale indéniable, comme moyen pour les noirs de faire face à la persécution policière et au rejet social, qui considérait les manifestations culturelles noires comme une prétendue violation des valeurs morales, leur attribuant tout, du simple racket aux prétendus rituels démoniaques, une image déformée que les racistes ont attribué au candomblé, qui était en réalité l'expression religieuse des Noirs, d'une importance indéniable pour leur peuple.